# Feel my mind
《feel my mind》（心靈感應）是日本歌手倖田來未的第三張原創專輯，收錄《COME WITH ME》、《Gentle Words》、《Crazy 4 U》等三張單曲，此張專輯的成績已到達公信榜第7名，比上張專輯前進一名，由此可見倖田來未的專輯成績已漸漸進步，知名度亦愈來愈高。由於上張專輯中的一張電玩主題曲"real Emotion 真實情感"漸漸走紅以來，倖田來未的潛力漸漸被大家發覺，而這種情況也可以從這張專輯的成績進步而得到驗證，似乎也預告著下一張專輯她即將爆紅、有如鹹魚翻身的命運…

## 解說
- 初回盤的Bonus Track為「夢 with You」的混音版，又加入將於後來發行於單曲中的熱門歌曲「甜心戰士」。

- 倖田來未的親妹misono所屬的團體近未來，也在同日發行專輯「primary colors」獲得Oricon第五名。

## 發行版本
- CD ONLY

## 曲目
- ※僅初回收錄

1. Break it down
2. Crazy 4 U
10th Single。動畫「甜心戰士」片頭曲。
3. Rock Your Body
4. Rain
單曲「No Regret」收錄本曲的Unplugged Version。
5. Without Your Love
「Gentle Words」的B面曲。
6. Talk to you
7. 華
8. Get Out The Way
日本電視台「スポーツうるぐす」片尾曲。
9. Sweet love・・・
10. Gentle Words
9th single。Do As Infinity的長尾大作曲的情歌。
佐藤製薬「ストナ」廣告曲
11. magic
SONY・Playstation 2的遊戲「クリムゾンティアーズ」片尾曲。
12. COME WITH ME
8th single。
チョーヤ梅酒「梅ゼリー」廣告曲
13. 夢 with You(R．Yamaki’s　Groove　Mix) ※ 
久保田利伸混音。「Crazy 4 U」收錄的為另一版本。
14. 甜心戰士 ※
收錄於後來5月26日的新單曲「LOVE&HONEY」中。

## 資料來源
日本維基百科 Feel my mind（页面存档备份，存于）